# Sauvonjärvi
Sauvonjärvi är en sjö i kommunen Lieksa i landskapet Norra Karelen i Finland. Sjön ligger 115,5 meter över havet. Den är 12,2 meter djup. Arean är 1,56 kvadratkilometer och strandlinjen är 18,68 kilometer lång. Sjön  ingår i Vuoksens huvudavrinningsområde.   Den ligger omkring 100 kilometer norr om Joensuu och omkring 460 kilometer nordöst om Helsingfors. 
I sjön finns öarna Lehtosaari, Murtosaari, Majasaari och Sirkeinsaari. Sauvonjärvi ligger nordväst om Hämeenjärvi. 